# داني لويد
داني لويد (بالإنجليزية: Danny Lloyd)‏ (و. 1973 – م) هو ممثل أفلام، وممثل تلفزيوني، من الولايات المتحدة الأمريكية، ولد في شيكاغو.

## وصلات خارجية
- داني لويد على موقع IMDb (الإنجليزية)
- داني لويد على موقع ألو سيني (الفرنسية)
- داني لويد على موقع أول موفي (الإنجليزية)
- داني لويد على موقع قاعدة بيانات الأفلام السويدية (السويدية)
- داني لويد على موقع قاعدة بيانات الفيلم (الإنجليزية)
- داني لويد على موقع كينوبويسك (الروسية)